# Mopsa Sternheim

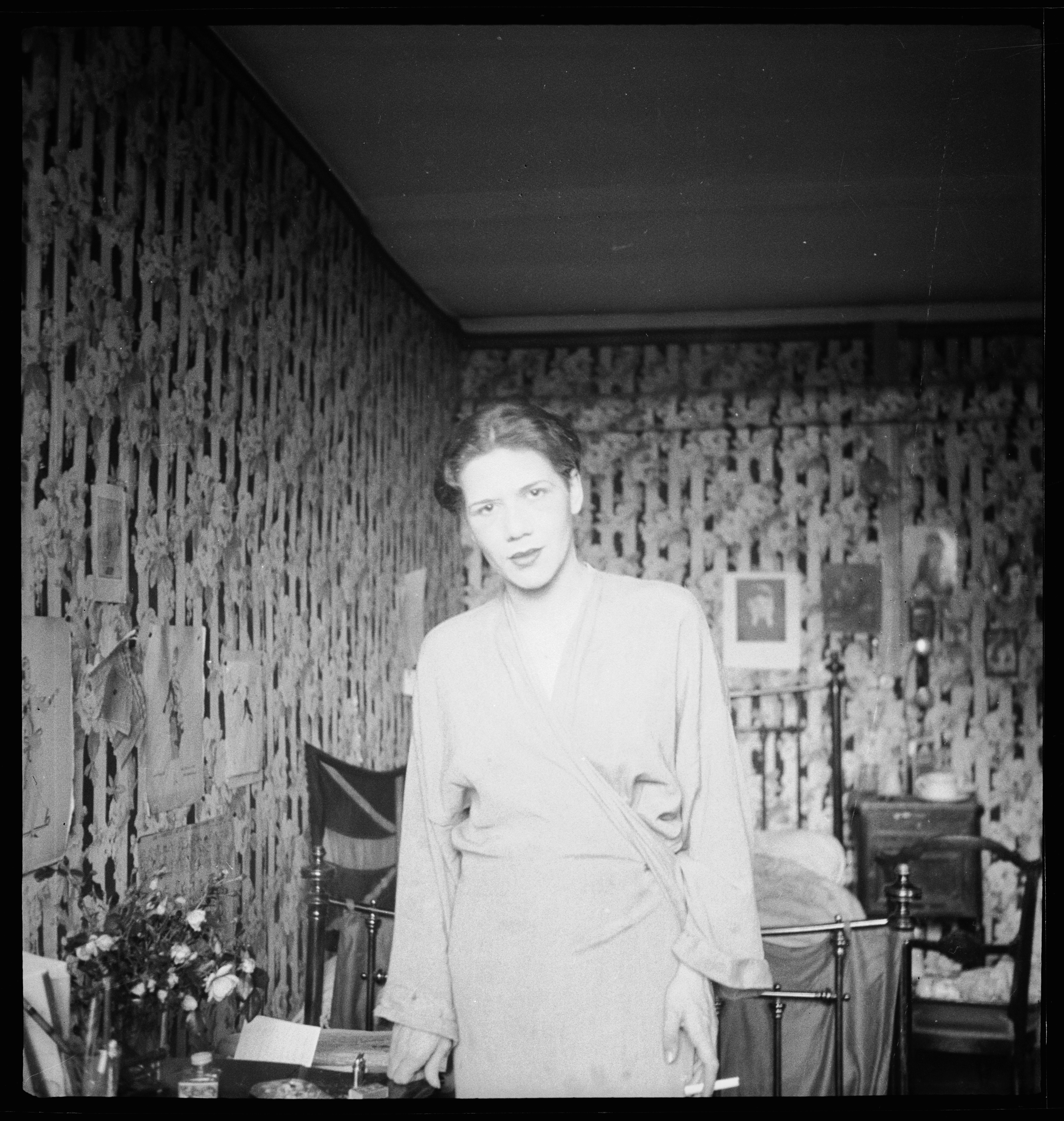
Annemarie Schwarzenbach: Mopsa Sternheim (Paris, 1933)

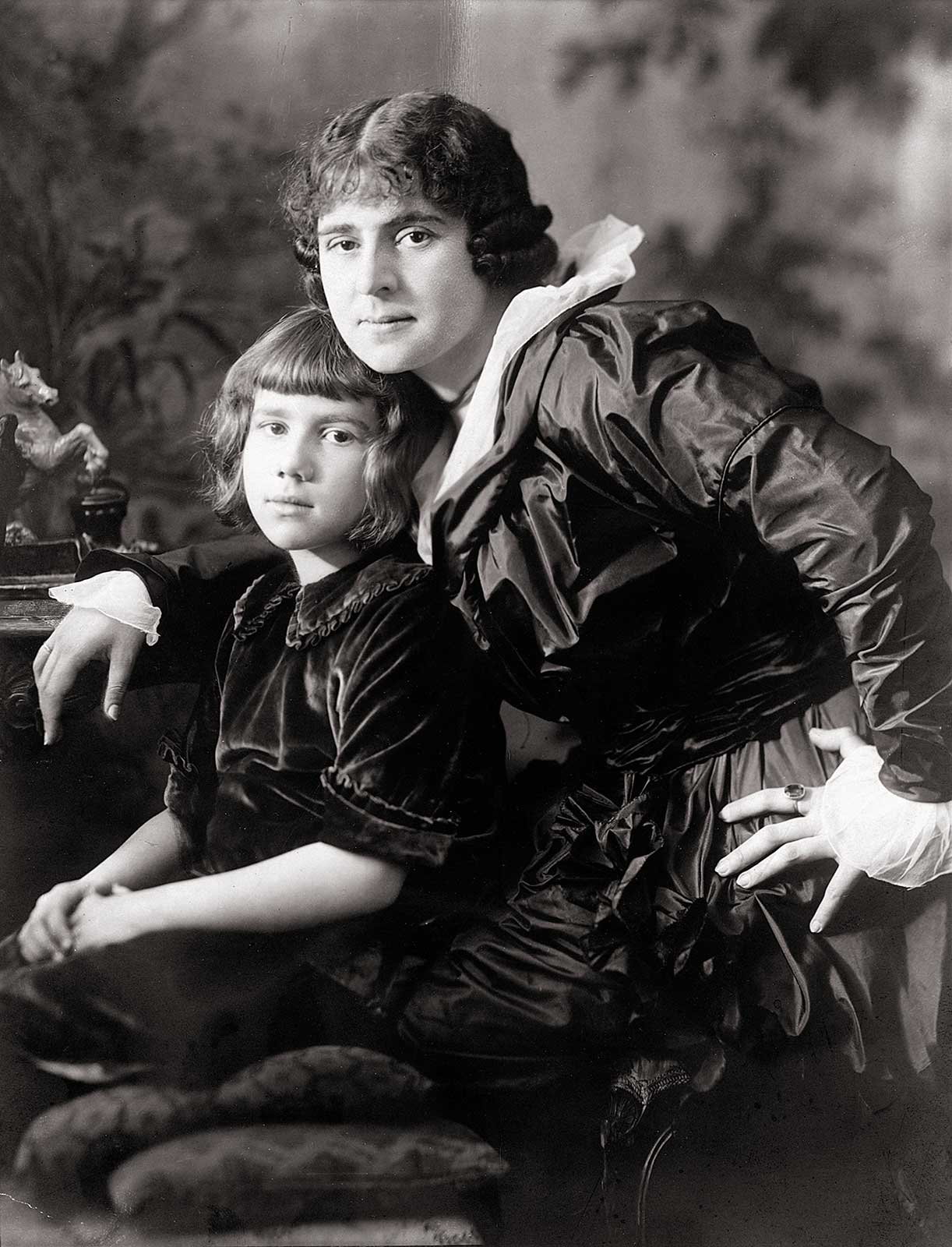
Franz Grainer: Mopsa mit ihrer Mutter Thea Sternheim (ca. 1913)

Dorothea „Mopsa“ Sternheim (geboren als Elisabeth Dorothea Löwenstein am 10. Januar 1905 in Oberkassel bei Düsseldorf; gestorben am 11. September 1954 in Paris) war eine deutsche Bühnenbildnerin, Kostümbildnerin und Widerstandskämpferin in Frankreich. In den 1920er Jahren vor ihrer Emigration nach Paris entwarf sie Kostüme und Bühnenbilder für Stücke von Carl Sternheim und Klaus Mann. Wegen ihrer Zugehörigkeit zur Résistance war sie im KZ Ravensbrück inhaftiert.

## Leben

### Kindheit
Dorothea Löwensteins leibliche Eltern waren der Dramatiker Carl Sternheim (1878–1942) und die Schriftstellerin Thea Sternheim (1883–1971), die zur Zeit von Dorotheas Geburt mit Artur Löwenstein verheiratet war, der das Kind anerkannte. Bei der Ehescheidung der Löwensteins 1906 blieben „Mopsa“ und ihre ältere Schwester Agnes zunächst bei ihm, bei dessen Wiederverheiratung kam Mopsa 1912 zur Mutter, die inzwischen Sternheim geheiratet und den Sohn Klaus Sternheim (1908–1946) geboren hatte. Die Familie bezog 1913 die Villa „Clairecolline“ im Brüsseler Vorort La Hulpe. Gegen Ende des Ersten Weltkriegs wich sie in die neutralen Niederlande aus, 1919 ging sie nach Uttwil in die Schweiz, von 1922 bis 1924 lebten die Sternheims im Waldhof in Wilschdorf bei Dresden.
Mopsa Sternheim erhielt von Hauslehrern und ihrer Mutter Schulunterricht. Sie las schon als Kind  Kleist, Dostojewski, Tolstoj und Schiller. Nach den Recherchen von Lea Singer habe ihr Hauslehrer sie als zwölfjähriges Mädchen mit der Intelligenz einer 50-jährigen Frau beschrieben, „also ein ungeheuer präzise blickendes, analysierendes Kind“. In ihrem Elternhaus habe es, so Singer, „jede Art von Verwöhnung und großbürgerlichem Luxus gegeben“, jedoch keine Geborgenheit und Kontinuität. In der Zeit nach Kriegsende stellte Carl Sternheim seiner Tochter sexuell nach, während ihre an Depressionen leidende Mutter bemüht war, die Ehe formal zu retten.

### Ausbildung und Beruf
Mopsa Sternheim nahm 1923 eine Ausbildung im Zeichnen an der Kunstakademie Dresden auf. Durch ihren Vater erhielt sie den Auftrag für das Bühnenbild und die Kostüme einer Inszenierung seines Theaterstücks Der Nebbich in Berlin. 1924 begann sie eine Lehre zur Kostüm- und Bühnenbildnerin am Theater Köln. Sie schloss Freundschaft mit Klaus Mann, Erika Mann und Manns Verlobter, der Schauspielerin Pamela Wedekind. Die vier galten als die „Dichterkinder“, denen die Originalität abgesprochen wurde. Sternheim war 1925 für Kostüme und das Bühnenbild für Klaus Manns Anja und Esther verantwortlich und 1927 für die Revue zu Vieren. In beiden Inszenierungen unter der Regie von Gustaf Gründgens trat Pamela Wedekind auf. Bei den  Kritikern kamen die Stücke nicht gut an. Für die Uraufführung von Carl Sternheims Lustspiel Die Schule von Uznach oder Neue Sachlichkeit am 21. September 1926 im Hamburger Schauspielhaus realisierte Mopsa Sternheim ohne die Zustimmung ihres Vaters das Bühnenbild, anschließend für die Inszenierungen in Köln und Mannheim. Ein Kritiker lobte in der Vossischen Zeitung ihre „hübschen und talentvollen“ Bühnenbilder der Hamburger Aufführung.

### Beziehungen und Ehe
Mopsa Sternheim hatte mit 21 Jahren eine kurze intensive Affäre mit dem Dichter Gottfried Benn, einem Freund ihrer Eltern, den sie schon zur Zeit des Ersten Weltkrieges kennengelernt hatte, als die Sternheims in Belgien lebten. Dass Benn keine Beziehung mit ihr eingehen wollte, verwand sie nie. Ein Suizid-Versuch ist bezeugt. In ihr Tagebuch notierte sie 1952 rückblickend: „Bis zum Wahnsinn geliebt habe ich nur Benn – die uneinnehmbare Festung, die Negation an sich.“ Durch Briefwechsel und die Korrespondenz ihrer Mutter mit Benn blieb sie mit Unterbrechung während des Zweiten Weltkriegs mit ihm lebenslang in Verbindung. Sie kommentierte auch Benns literarische Entwicklung in ihrem Tagebuch. Über seine Hinwendung zum Nationalsozialismus schrieb sie: „Und dann, so gegen 1932, tritt mit dem Rausch des Nationalsozialismus (dem er sofort erlag) die große Versuchung des Deutschen an ihn heran: das, was ich Virilismus nenne, diese teutsche Mannstollheit, der maskuline Größenwahn. […] Ja, ab 33 wird er einseitig ‚denkerisch‘ – trotz aller Gedichte, die folgen: Die sind oft formvollendete Philosophie in Reimen. Auch eine deutsche Spezialität.“
Ab 1926 lebte Mopsa Sternheim überwiegend in Berlin. Seit sie nach einem Motorradunfall 1927 mit dem Schmerzmittel Eukodal behandelt worden war, wurde sie von der Droge abhängig und blieb es trotz Entziehungskuren lebenslang. Nach kurzen Affären mit Frauen lebte sie eine Zeit lang mit der Schriftstellerin Ruth Landshoff-Yorck zusammen, die sie mit Annemarie Schwarzenbach bekannt machte. Ihre Freundschaft mit Pamela Wedekind endete, als diese sich 1927 mit Carl Sternheim verlobte, nachdem Carl und Thea Sternheim endlich geschieden waren. Im Januar 1928 lernte sie den homosexuellen surrealistischen Schriftsteller René Crevel kennen. Er machte ihr einen Heiratsantrag. Doch sie entschied sich für den österreichischen Maler Rudolph von Ripper. Crevel sollte mit ihnen in Berlin eine Wohnung teilen, sie malten sich „une belle vie à trois“ (dt. ein schönes Leben zu dritt) aus, wozu es jedoch nicht kam. Kurz vor ihrer Verheiratung 1929 widmete ihr Klaus Mann die Erzählung Abenteuer des Brautpaars. Durch die Ehe mit Ripper erhielt sie die österreichische Staatsbürgerschaft. Sie verbrachte mit ihm mehrmonatige Aufenthalte in Österreich, bevor er nach England emigrierte. René Crevel blieb ihr Freund, bis er 1935 durch Suizid mittels Gas starb. Sie pendelte zwischen Marokko, Paris, Berlin, Salzburg und Wien, es hielt sie nirgendwo lange.

### Emigration, Widerstand und KZ-Inhaftierung
Nach der Machtübergabe an die Nationalsozialisten emigrierte sie Anfang 1933, wie schon zuvor ihre Mutter, nach Paris. Sternheim engagierte sich in der kommunistischen Flüchtlingshilfe.
Sie schrieb antifaschistische Zeitungsartikel, die sie im britischen Manchester Guardian veröffentlichen konnte, wobei ihr die Kontakte ihres Freundes Edy Sackville-West halfen, und arbeitete mit Willi Münzenberg am Braunbuch über Reichstagsbrand und Hitlerterror. Nach dem Anschluss Österreichs Anfang 1938 galt sie in Frankreich als Reichsdeutsche und bekam nur noch eine zeitlich begrenzte Aufenthaltsgenehmigung. Nach Beginn des Zweiten Weltkrieges im September 1939 zog Mopsa Sternheim zu ihrer Mutter, da sie sich mit Gelegenheitsübersetzungen finanziell nicht mehr über Wasser halten konnte, auch infolge ihrer Drogenabhängigkeit. Im Januar 1941 wurden „Rudolf Carl von Ripper und Dorothea von Ripper, geb. Löwenstein“ aus dem Deutschen Reich ausgebürgert, was Mopsa Sternheims Aufenthalt im deutsch besetzten Frankreich zusätzlich erschwerte, da sie nun als staatenlos galt. 
Anfang 1942 schloss sie sich einer Widerstandsgruppe der Résistance an, die mit der britischen Special Operations Executive (SOE) zusammenarbeitete, um ihrem französischen Freund Michel Zimmermann, der als Jude verfolgt wurde, die Flucht nach England zu ermöglichen. Am 2. Dezember 1943 verhaftete die Gestapo Sternheim, folterte sie und schlug ihr auch Zähne aus. Doch sie verriet nichts. Anschließend wurde sie im Gefängnis Fresnes inhaftiert, kam 1944 zunächst ins Sammellager Compiègne und wurde von dort am 31. Januar 1944 in das KZ Ravensbrück überstellt. Da sie unter den deportierten Französinnen eine Deutschsprechende war, wurde sie Blockälteste im Krankenrevier für 200 bis 400 Häftlinge, die an Typhus, Scharlach oder Ruhr litten. Ihr Einsatz für die Kranken, den nach dem Krieg Mithäftlinge bezeugten, und ihr widerständiges Auftreten gegenüber der Lager-SS hatten ihre Degradierung in ein Arbeitskommando zur Folge. Am 23. April 1945 evakuierte das Schwedische Rote Kreuz im Rahmen der „Aktion Bernadotte“ etwa siebentausend Frauen aus dem Lager und brachte sie nach Schweden, darunter Sternheim.

### Nachkriegszeit in Paris
Nach Kriegsende war sie ab Juni 1945 wieder bei ihrer Mutter in Paris, wo die beiden unter großen Geldnöten litten. Aus einem Erholungsurlaub 1946 bei einem Freund in Italien schrieb sie ihrer Mutter: „Ich denke immerzu an Ravensbrück seit ich hier bin u. frage mich etwas ängstlich, welchen Grad an Kontrasten das Leben mir noch zugedacht hat. Weil das fast unfassbar ist für ein selbes Gehirn.“ 1948 wurde sie als Zeugin im vierten der Ravensbrück-Prozesse, gegen Benno Orendi und Martha Haake, in die britische Zone Deutschlands geladen.
Die folgenden Jahre waren für sie eine Zeit der Enttäuschungen. Ripper wollte die Ehescheidung, um sich neu zu verheiraten. Sternheim verdiente etwas Geld mit Übersetzungen und arbeitete an einem autobiografischen Roman. Der Kunsthistoriker Gert Schiff bot das Manuskript dem Rowohlt Verlag an, der es „als interessant, aber zu fragmentarisch für eine Veröffentlichung“ ablehnte. Das Manuskript gilt als verschollen. Die von ihr erhofften Aufträge für Filmskripte blieben aus. Einzig 1951 bekam sie einen Auftrag für das Bühnenbild für die Komödie Der Snob, inszeniert von Gert Weymann am Nürnberger Theater.

### Tod und Nachlass
Im Winter 1953/1954 erkrankte Sternheim an Krebs. Die Schmerzmittel schlugen nach der jahrzehntelangen Gewöhnung an Morphinpräparate nicht mehr an. Sie starb mit 49 Jahren. Gottfried Benn schrieb am 14. September 1954 an ihre Mutter: „Seltsames Leben hatte unsere kleine Thea [Dorothea], ein Leben der Nerven, der Unruhe, vielfach des Missgeschicks – und nun einen Tod früh und voll von Schmerzen […] Ihre Haltung und ihre Tapferkeit, die sie ein Leben lang hatte, behielt sie […] bis zum Schluss – wunderbar ist das u. ich bin tief gerührt und bewegt, daß ich ihr einmal nahe stehn durfte.“
Nach zahlreichen Prozessen, die Mopsa Sternheim um eine Entschädigung für ihre Internierung im KZ Ravensbrück geführt hatte, trafen die deutschen Wiedergutmachungszahlungen erst nach ihrem Tod bei ihrer Mutter ein.
Mopsa Sternheim schrieb ab ihrem dreizehnten Lebensjahr bis zum Lebensende Tagebuch. Auszüge daraus und Briefe wurden erstmals 2004 veröffentlicht. Ihre Tagebuchaufzeichnungen über Ravensbrück, zum Teil auf Französisch verfasst, sind erhalten sowie auch ein Porträt, das sie von der internierten jüdischen Résistance-Kämpferin Odette Fabius gezeichnet hat. Testamentarisch hatte sie verfügt, dass Briefe an sie mit Ausnahme jener von René Crevel vernichtet werden. Von den Briefen Gottfried Benns an Mopsa Sternheim ist bis auf eine Widmung von 1949 in seinem Gedichtband Trunkene Flut nichts mehr vorhanden.

## Trivia
In dem Fernseh-Mehrteiler Die Manns – Ein Jahrhundertroman aus dem Jahr 2001 spielte Anna Thalbach die Mopsa Sternheim.

## Schriften
- Carl Sternheim: Briefe Band 2: Briefwechsel mit Thea Sternheim, Dorothea und Klaus Sternheim: 1906–1942. Luchterhand, Darmstadt 1988.
- René Crevel: Lettres à Mopsa. Hrsg. Michel Carassou. Paris-Méditerranée, Paris 1997, ISBN 2-84272-009-1.
- Thomas Ehrsam (Hrsg.): Gottfried Benn – Thea Sternheim. Briefwechsel und Aufzeichnungen, mit Briefen und Tagebuchauszügen Mopsa Sternheims. Wallstein, Göttingen 2004, ISBN 978-3-89244-714-6.
- Tagebuchaufzeichnungen über Ravensbrück, herausgegeben und teils aus dem Französischen übersetzt von Thomas Ehrsam. In: Sinn und Form, Heft 1/2017, S. 48–59